# Malawa (Niger)
Malawa (auch: Mallaoua, Mallawa) ist eine Landgemeinde im Departement Dungass in Niger.

## Geographie
Malawa liegt am Übergang der Großlandschaft Sudan zur Sahelzone und grenzt im Südosten an den Nachbarstaat Nigeria. Die Nachbargemeinden in Niger sind Gouchi im Norden, Bouné im Nordosten, Dogo-Dogo im Südwesten und Dungass im Nordwesten. Bei den Siedlungen im Gemeindegebiet handelt es sich um 118 Dörfer, 100 Weiler und 5 Lager. Davon werden die Weiler Garin Abda und Sabon Gari Babba auch von der Nachbargemeinde Gouchi beansprucht. Der Hauptort der Landgemeinde Malawa ist das Dorf Malawa. Es liegt auf einer Höhe von 363 m. Im Gemeindegebiet endet das Trockental Korama.

## Geschichte
Die französische Kolonialverwaltung richtete Anfang des 20. Jahrhunderts im von Kanuri besiedelten Malawa einen Kanton ein. Malawa entwickelte sich in den 1960er Jahren zu einem wichtigen Zentrum für den Anbau von Erdnüssen, dem damals bedeutendsten Exportgut Nigers. 1962/1963 wurden hier 868,4 Tonnen Erdnüsse produziert, 1967/1968 waren es bereits 4380,8 Tonnen.
Im Jahr 2002 ging im Zuge einer landesweiten Verwaltungsreform aus dem Kanton Malawa die Landgemeinde Malawa hervor. Seit 2011 gehört die Landgemeinde nicht mehr zum Departement Magaria, sondern zum neugegründeten Departement Dungass.

## Bevölkerung
Bei der Volkszählung 2012 hatte die Landgemeinde 88.954 Einwohner, die in 12.867 Haushalten lebten. Bei der Volkszählung 2001 betrug die Einwohnerzahl 48.013 in 8295 Haushalten.
Im Hauptort lebten bei der Volkszählung 2012 4160 Einwohner in 601 Haushalten, bei der Volkszählung 2001 2818 in 487 Haushalten und bei der Volkszählung 1988 2039 in 389 Haushalten.
In ethnischer Hinsicht ist die Gemeinde ein Siedlungsgebiet von Sossébaki und Fulbe. Die Fulbe-Untergruppe Daourawa betreibt vor allem Agropastoralismus, während die Fulbe-Untergruppen Bornanko’en und Katchinanko’en auf Fernweidewirtschaft spezialisiert sind.

## Politik
Der Gemeinderat (conseil municipal) hat 22 gewählte Mitglieder. Mit den Kommunalwahlen 2020 sind die Sitze im Gemeinderat wie folgt verteilt: 12 ARD-Adaltchi Mutunchi, 6 PNDS-Tarayya, 2 CPR-Inganci und 2 RDR-Tchanji.
Jeweils ein traditioneller Ortsvorsteher (chef traditionnel) steht an der Spitze von 60 Dörfern in der Gemeinde.

## Wirtschaft und Infrastruktur
Die Gemeinde liegt in jener schmalen Zone entlang der Grenze zu Nigeria, die von Malawa bis Tounouga im Westen reicht und in der Bewässerungsfeldwirtschaft für Cash Crops betrieben wird. Die Strauchsavanne in der Gemeinde dient als Weideland. Wochenmärkte werden in den Dörfern Doumbari und Gonéri Haoussa abgehalten.
Gesundheitszentren des Typs Centre de Santé Intégré (CSI) sind im Hauptort sowie in den Siedlungen Baraguini, Dossano Koufaye I und Doungouzourou vorhanden. Der CEG Malawa ist eine allgemein bildende Schule der Sekundarstufe des Typs Collège d’Enseignement Général (CEG). Das Berufsausbildungszentrum Centre de Formation aux Métiers de Malawa (CFM Malawa) bietet Lehrgänge in Bau, Metallbau und familiärer Wirtschaft an. Die Niederschlagsmessstation im Hauptort liegt auf 360 m Höhe und wurde 1959 in Betrieb genommen.